# Al Iaquinta
Alexander Jay «Al» Iaquinta (Wantagh, Nueva York; 30 de abril de 1987) es un artista marcial mixto estadounidense que actualmente compite en la categoría de peso ligero en Ultimate Fighting Championship.

## Carrera en artes marciales mixtas

### Ultimate Fighting Championship
Iaquinta hizo su debut con UFC el 1 de junio de 2012 en The Ultimate Fighter 15 Finale frente a Michael Chiesa. Iaquinta perdió la pelea por sumisión en la primera ronda, perdiendo así el TUF.
En su segundo combate, Iaquinta se enfrentó a Ryan Couture (hijo del excampeón Randy Couture) el 31 de agosto de 2013 en UFC 164. Iaquinta ganó la pelea por decisión unánime.
El 26 de octubre de 2013, Iaquinta se enfrentó a Piotr Hallmann en UFC Fight Night 30. Iaquinta ganó la pelea por decisión unánime.
El 1 de febrero de 2014, Iaquinta se enfrentó a Kevin Lee en UFC 169. Iaquinta ganó la pelea por decisión unánime.
Iaquinta se enfrentó a Mitch Clarke el 24 de mayo de 2014 en UFC 173. Iaquinta perdió la pelea por sumisión en la segunda ronda.
Iaquinta se enfrentó a Rodrigo Damm el 5 de septiembre de 2014 en UFC Fight Night 50. Iaquinta ganó la pelea por nocaut técnico en la tercera ronda.
El 8 de noviembre de 2014, Iaquinta se enfrentó a Ross Pearson en UFC Fight Night 55. Iaquinta ganó la pelea por nocaut técnico en la segunda ronda.
Iaquinta se enfrentó a Joe Lauzon el 31 de enero de 2015 en UFC 183. Iaquinta ganó la pelea por nocaut técnico en la segunda ronda.
El 4 de abril de 2015, Iaquinta se enfrentó a Jorge Masvidal en UFC Fight Night 63. Iaquinta ganó la pelea en una controversial decisión dividida.
Se esperaba que Iaquinta enfrente a Thiago Alves el 12 de noviembre de 2016 en el UFC 205. Sin embargo, Iaquinta anunció el 19 de septiembre que no iba a tomar la pelea debido a una disputa contractual con la promoción.
Después de dos años sin pelear, Iaquinta se enfrentó a Diego Sánchez el 22 de abril de 2017 en UFC Fight Night 108. Ganó la pelea por KO en la primera ronda.
La pelea con Felder fue reprogramada y se esperaba que tuviera lugar el 7 de abril de 2018 en UFC 223. Sin embargo, debido a las lesiones de Tony Ferguson y Max Holloway, Iaquinta fue programado como reemplazo contra Khabib Nurmagomedov por el Campeonato de Peso Ligero de UFC en el evento estelar. Debido a que Iaquinta llegó con un peso de 155.2 libras, 2 libras sobre el límite de peso en una pelea de campeonato, inicialmente no fue elegible para convertirse en campeón si ganaba. Sin embargo, Dana White expresó que sería considerado campeón por el UFC, y tratado como tal en la medida de lo posible bajo las regulaciones. Consiguió llevar la pelea a la decisión y tras cinco asaltos, perdió por decisión unánime.
Iaquinta tenía previsto enfrentarse a Justin Gaethje el 25 de agosto de 2018, en el UFC Fight Night 135, en Lincoln, Nebraska. Sin embargo, el 28 de junio de 2018, Iaquinta se retiró de la pelea y fue reemplazado por James Vick.
Iaquinta se enfrentó a Kevin Lee en una revancha el 15 de diciembre de 2018, en el UFC on Fox 31. Ganó la pelea por decisión unánime. Además, el premio a la Actuación de la Noche.
Iaquinta se enfrentó a Donald Cerrone el 4 de mayo de 2019 en el UFC Fight Night 150, perdiendo la pelea por decisión unánime.
Iaquinta se enfrentó a Bobby Green el 6 de noviembre de 2021 en UFC 268. Perdió el combate por TKO en el primer asalto, lo que supone la primera vez que pierde por TKO en su carrera profesional de MMA.

## Campeonatos y logros
- Ultimate Fighting Championship
  - Finalista del The Ultimate Fighter 15
  - Actuación de la Noche (una vez)

## Récord en artes marciales mixtas
| Resultado | Récord | Oponente            | Método                              | Evento                                | Fecha                   | Ronda | Tiempo | Localización                | Notas                                                     |
| --------- | ------ | ------------------- | ----------------------------------- | ------------------------------------- | ----------------------- | ----- | ------ | --------------------------- | --------------------------------------------------------- |
| Derrota   | 14–7–1 | Bobby Green         | TKO (golpes)                        | UFC 268                               | 6 de noviembre de 2021  | 3     | 5:00   | Nueva York                  |                                                           |
| Derrota   | 14–6–1 | Dan Hooker          | Decisión (unánime)                  | UFC 243                               | 5 de octubre de 2019    | 3     | 5:00   | Melbourne                   |                                                           |
| Derrota   | 14–5–1 | Donald Cerrone      | Decisión (unánime)                  | UFC Fight Night: Iaquinta vs. Cowboy  | 4 de mayo de 2019       | 5     | 5:00   | Ottawa, Ontario             | Pelea de la Noche.                                        |
| Victoria  | 14–4–1 | Kevin Lee           | Decisión (unánime)                  | UFC on Fox: Lee vs. Iaquinta 2        | 15 de diciembre de 2018 | 5     | 5:00   | Milwaukee, Wisconsin        | Actuación de la Noche.                                    |
| Derrota   | 13–4–1 | Khabib Nurmagomedov | Decisión (unánime)                  | UFC 223                               | 7 de abril de 2018      | 5     | 5:00   | Brooklyn, New York          | Por el Campeonato de Peso Ligero de UFC.                  |
| Victoria  | 13–3–1 | Diego Sánchez       | KO (golpe)                          | UFC Fight Night: Swanson vs. Lobov    | 22 de abril de 2017     | 1     | 1:38   | Nashville, Tennessee        |                                                           |
| Victoria  | 12–3–1 | Jorge Masvidal      | Decisión (dividida)                 | UFC Fight Night: Mendes vs. Lamas     | 4 de abril de 2015      | 3     | 5:00   | Fairfax, Virginia           |                                                           |
| Victoria  | 11–3–1 | Joe Lauzon          | TKO (golpes)                        | UFC 183                               | 31 de enero de 2015     | 2     | 3:34   | Las Vegas, Nevada           |                                                           |
| Victoria  | 10–3–1 | Ross Pearson        | TKO (golpes)                        | UFC Fight Night: Rockhold vs. Bisping | 8 de noviembre de 2014  | 2     | 1:39   | Sídney                      |                                                           |
| Victoria  | 9–3–1  | Rodrigo Damm        | TKO (golpes y codazos)              | UFC Fight Night: Souza vs. Mousasi    | 5 de septiembre de 2014 | 3     | 2:26   | Ledyard, Connecticut        |                                                           |
| Derrota   | 8–3–1  | Mitch Clarke        | Sumisión técnica (D'arce choke)     | UFC 173                               | 24 de mayo de 2014      | 2     | 0:57   | Las Vegas, Nevada           |                                                           |
| Victoria  | 8–2–1  | Kevin Lee           | Decisión (unánime)                  | UFC 169                               | 1 de febrero de 2014    | 3     | 5:00   | Newark, Nueva Jersey        |                                                           |
| Victoria  | 7–2–1  | Piotr Hallmann      | Decisión (unánime)                  | UFC Fight Night: Machida vs. Muñoz    | 26 de octubre de 2013   | 3     | 5:00   | Mánchester                  |                                                           |
| Victoria  | 6–2–1  | Ryan Couture        | Decisión (unánime)                  | UFC 164                               | 31 de agosto de 2013    | 3     | 5:00   | Milwaukee, Wisconsin        |                                                           |
| Derrota   | 5–2–1  | Michael Chiesa      | Sumisión técnica (rear-naked choke) | The Ultimate Fighter 15 Finale        | 1 de junio de 2012      | 1     | 2:27   | Las Vegas, Nevada           | Perdió TUF 15.                                            |
| Derrota   | 5–1–1  | Pat Audinwood       | Sumisión (armbar)                   | Ring of Combat 38                     | 18 de noviembre de 2011 | 1     | 2:06   | Atlantic City, Nueva Jersey |                                                           |
| Victoria  | 5–0–1  | Gabriel Miglioli    | TKO (golpes)                        | Ring of Combat 37                     | 9 de septiembre de 2011 | 1     | 0:26   | Atlantic City, Nueva Jersey |                                                           |
| Victoria  | 4–0–1  | Gabriel Miglioli    | Decisión (dividida)                 | Ring of Combat 36                     | 17 de junio de 2011     | 3     | 4:00   | Atlantic City, Nueva Jersey |                                                           |
| Victoria  | 3–0–1  | Joshua Key          | TKO (golpes)                        | Ring of Combat 27                     | 20 de noviembre de 2009 | 1     | 1:47   | Atlantic City, Nueva Jersey |                                                           |
| Victoria  | 2–0–1  | Tim Sylvester       | KO (golpe)                          | Ring of Combat 25                     | 12 de junio de 2009     | 1     | 0:15   | Atlantic City, Nueva Jersey |                                                           |
| Empate    | 1–0–1  | Will Martínez       | Empate (unánime)                    | Ring of Combat 24                     | 17 de abril de 2009     | 3     | 4:00   | Atlantic City, Nueva Jersey | Iaquinta fue penalizado con un punto por agarrar la reja. |
| Victoria  | 1–0    | Mervin Rodríguez    | Sumisión (anaconda choke)           | Ring of Combat 23                     | 20 de febrero de 2009   | 1     | 1:15   | Atlantic City, Nueva Jersey |                                                           |